# 유로파 산장

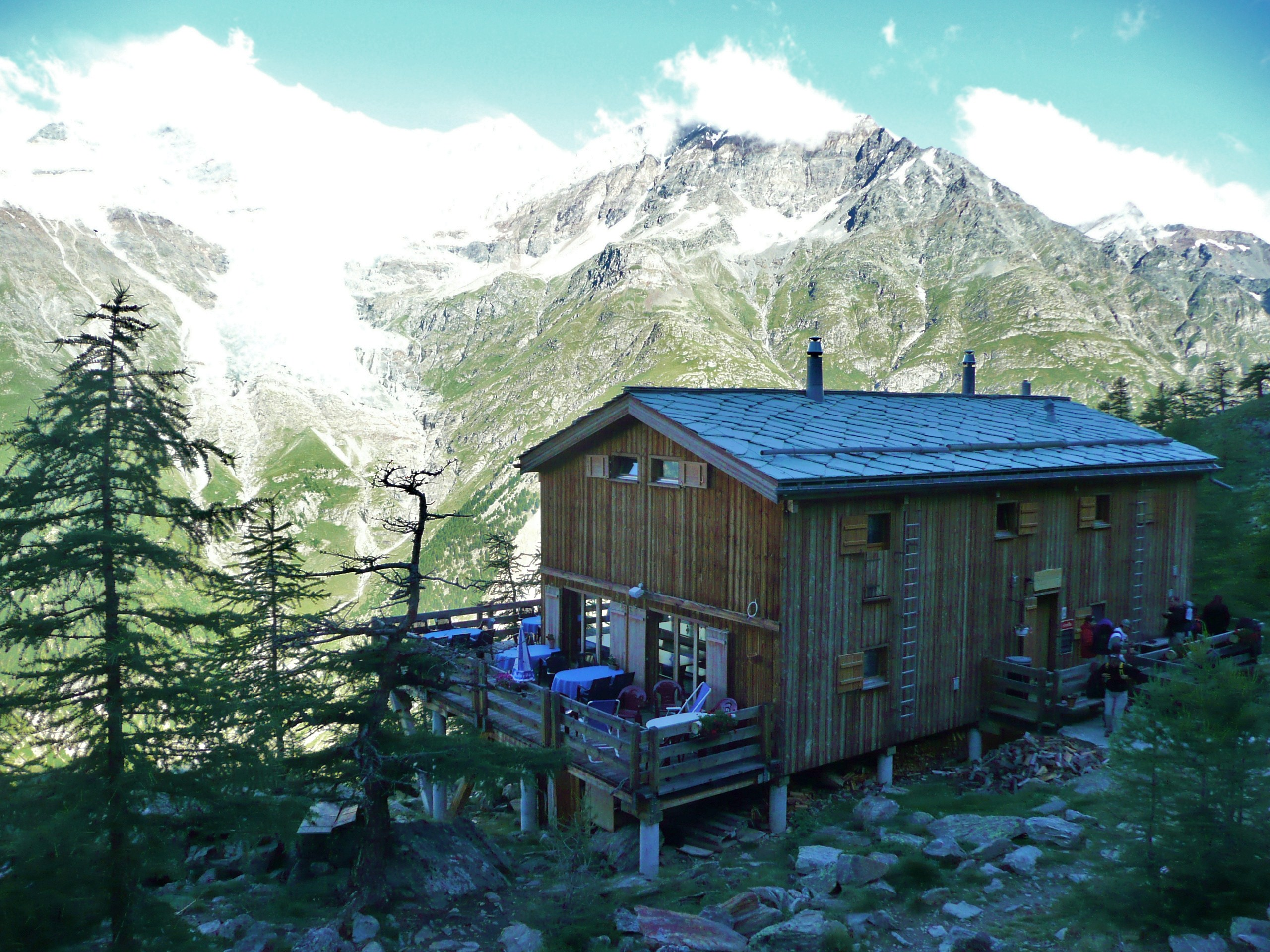
유로파 산장

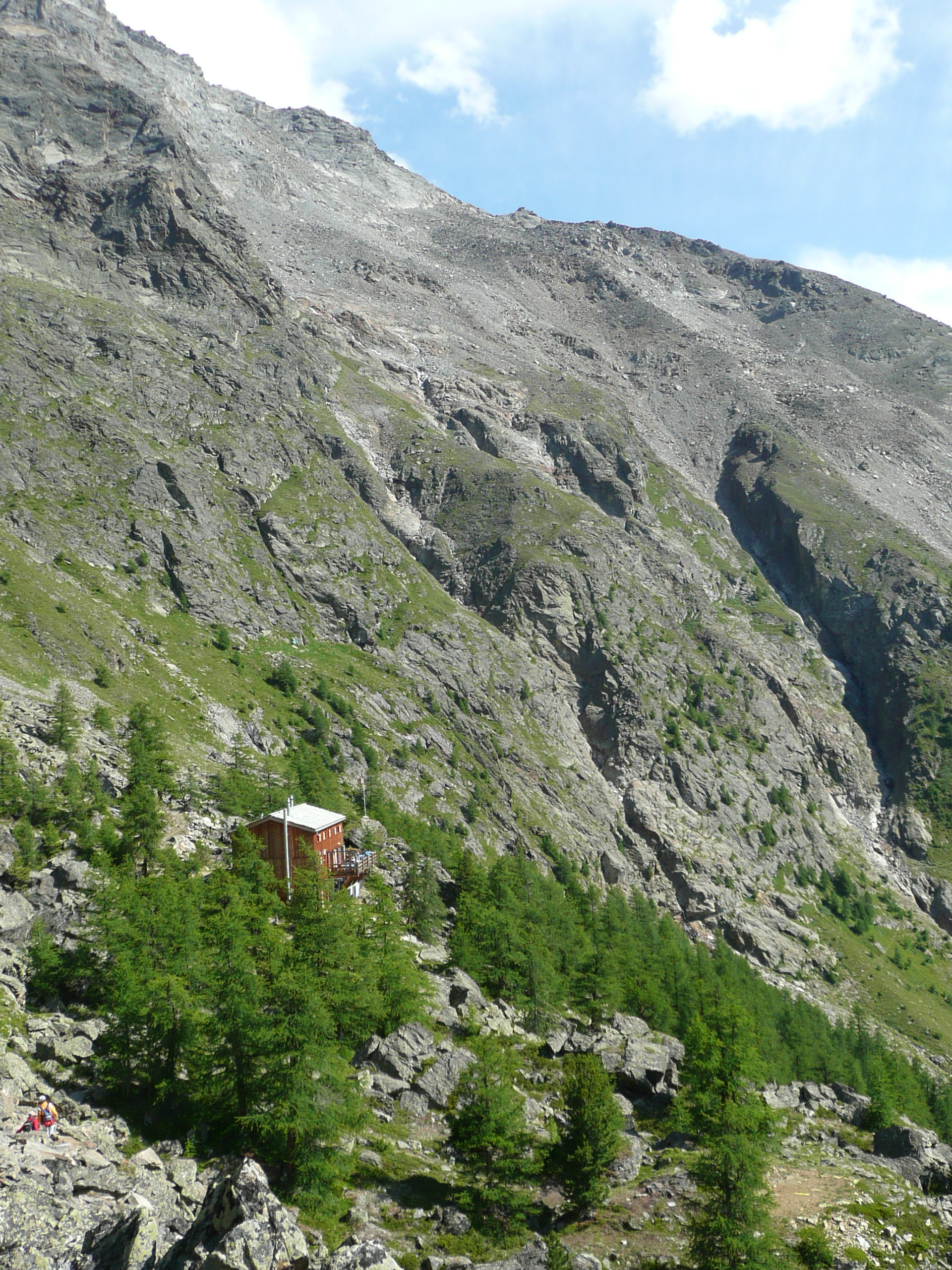
유로파 산장

유로파 산장(독일어: Europahütte 유로파휘테[*])는 스위스 알파인 클럽 소유의 미샤벨 산맥 2,265m에 있는 마터탈 위의 란다에 위치한 산장이다. 그것은 유로파베크라고 불리는 그레헨-체르마트 하이 트레일(몬테로사 둘레길의 일부이기도 함)에 있다. 오두막에서 돔 산장으로 이어지는 트레일은 돔산으로 가는 일반 루트이다.
유로파베크는 불안정한 지형의 영향을 많이 받는다. 전체 경로는 낙석이 발생하기 쉬워, 종종 구간이 폐쇄되기도 한다. 유로파휘테와 체르마트 사이의 구간은 2010년 7월 4일 그라벤구퍼 계곡 위에 230m 길이의 현수교를 건설하면서 다시 열렸지만, 낙석 위험으로 인해 폐쇄되었다. 새 다리가 이제 이전 다리를 대체했으며, 일반에 공개되었다. 다리는 오두막에서 남서쪽으로 약 500m 떨어진 곳에 있다. 새로운 카를레스 쿠오넨 현수교는 세계에서 세 번째로 긴 교수형 보행자 다리이다.(2021년 4월 개통된 포르투갈 516m의 ‘아로카 516’, 2022년 5월 개통된 체코의 721ｍ ‘스카이 브리지 721’)